# Шкала Ранкіна
Шкала Ранкіна — температурна шкала, в якій за 0 взято абсолютний нуль, а величини градуса дорівнює одному градусу за Фаренгейтом. Шкалу запропонував 1859 року шотландець Вільям Ранкін.

## Застосування
Цю шкалу досі використовують у Сполучених Штатах в окремих галузях фізики. Однак NIST не рекомендує використовувати її в фізичних публікаціях.

## Позначення
Градус Ранкіна позначається символами °R або °Ra, якщо потрібно відрізнити його від градусів Ремера (° Rø) або Реомюра (°Ré).